# The Rugby Championship

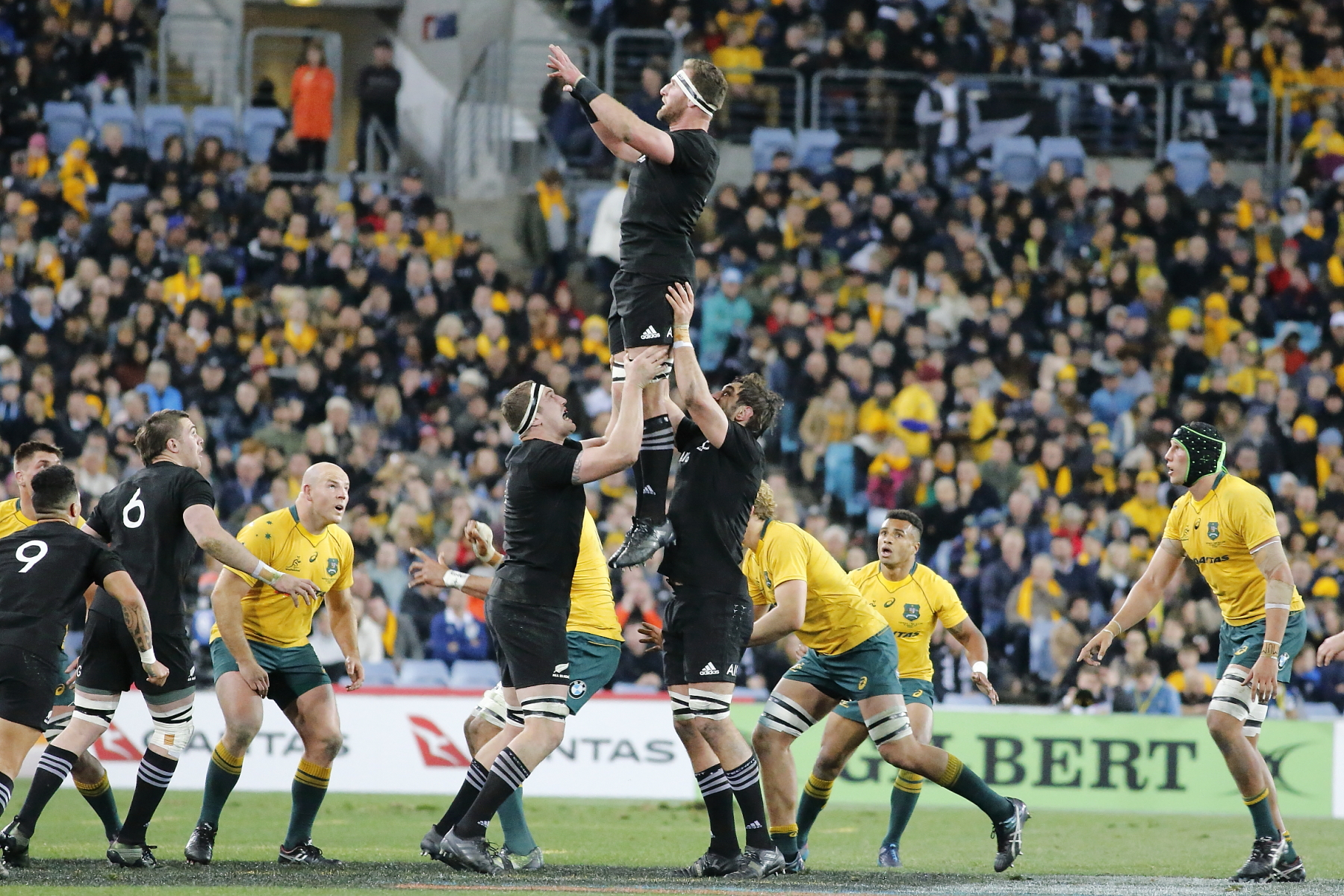
Partido entre Nueva Zelanda y Australia por el Rugby Championship 2017.

The Rugby Championship (El Campeonato de Rugby) es un torneo internacional y anual de rugby que se realiza desde 2012 y en el que participan las selecciones nacionales de Argentina, Australia, Nueva Zelanda y Sudáfrica. Es continuador del Torneo de las Tres Naciones (Tri Nations), que se disputó durante dieciséis ediciones entre los años 1996 y 2011 entre las selecciones de Australia, Nueva Zelanda y Sudáfrica. En la edición de 2012 se incorporó la selección de Argentina, disputándose el torneo entre esas cuatro naciones hasta la actualidad bajo la actual denominación de "The Rugby Championship". Sin embargo, en 2020, debido a la pandemia de COVID-19, el torneo se efectuó sin la presencia de la selección de Sudáfrica, celebrándose únicamente en Australia y a dos vueltas bajo la denominación Tres Naciones 2020 (Tri Nations 2020).
El torneo es la máxima competencia internacional de rugby del hemisferio sur, constituyendo el equivalente del Torneo de las Seis Naciones, que juegan las potencias del hemisferio norte.
El formato es de todos contra todos en que cada equipo juega dos veces, en casa y de visita, contra las otras tres selecciones, menos en los años de mundial, en los que el torneo se acorta debido al calendario y se juegan 3 partidos en vez de 6. Los partidos se realizan usualmente entre los meses de julio y octubre después de la finalización del Super Rugby, un torneo de clubes pertenecientes a los cuatro países competidores más Japón.
La competición está organizada por Sanzaar, un consorcio de los organismos de administración de las cuatro uniones participantes.
A lo largo de las 16 ediciones del Torneo de las Tres Naciones (1996-2011) Nueva Zelanda demostró una amplia superioridad, ganándolo 10 veces, mientras que Sudáfrica y Australia la ganaron 3 veces cada una. La hegemonía neozelandesa continuó en The Rugby Championship, ganando nueve de las once ediciones realizadas entre 2012 y 2023. Asimismo, desde 1996, los encuentros entre Australia y Nueva Zelanda durante el torneo establecen cada año cuál de ellos es el ganador de la tradicional Copa Bledisloe, que se disputa desde 1932. En la última edición de 2023, resultaron vencedores los All Blacks de Nueva Zelanda.

## Las cuatro naciones
| Argentina                                                                                                   | Australia                                                                          | Nueva Zelanda                                                | Sudáfrica                                                                       |
| --- | ---------------------------------------------------------------------------------- | ------------------------------------------------------------ | ------------------------------------------------------------------------------- |
| - Uniforme: Camiseta celeste y blanca, pantalón blanco, medias a rayas blancas y celestes. - Símbolo: Puma. | - Uniforme: Camiseta amarilla, pantalón verde y medias verdes. - Símbolo: Wallaby. | - Uniforme: Equipamiento negro. - Símbolo: Helecho plateado. | - Uniforme: Camiseta verde, pantalón blanco y medias verdes. - Símbolo: Gacela. |
| Pumas | Wallabies                                                                          | All Blacks                                                   | Springboks                                                                      |

## Formato
El triunfo en el torneo se obtiene por el sistema de puntajes para competencias establecidos por la World Rugby. Para cada partido los equipos obtienen los siguientes puntos:
- 4 puntos por ganar un partido
- 2 puntos por empatar un partido
- 1 punto adicional por hacer al menos tres ensayos más que el oponente (punto bonus ofensivo)
- 1 punto adicional por perder un partido por siete puntos o menos (punto bonus defensivo)
- 0 puntos por perder un partido por más de siete puntos

Si hay empate en puntos al finalizar el campeonato, se definirá con los siguientes criterios de desempate:
1. Mayor cantidad de victorias en el Rugby Championship.
2. Más victorias contra los otros equipos con los que empata.
3. Mayor margen de puntos a favor y en contra en el torneo.
4. Mayor margen de puntos a favor y en contra con respecto a los equipos con los está empatado.
5. Más ensayos anotados.

En el caso en que dichos criterios no logren el desempate, la serie se compartirá entre los dos equipos.
Al final de la serie de seis partidos, la selección que haya acumulado más puntos es proclamada campeona. En el caso en el que haya dos o más equipos que terminen con la misma puntuación, el ganador es determinado primero por la diferencia de puntos (no se refiere a los puntos de torneo sino los puntos de los partidos) seguido por el número de ensayos realizados en la serie.
En Torneo de las Tres Naciones 2006, décimo aniversario de la competición, se agregó una tercera ronda de partidos. Esta ronda no se disputa en los años que hay Copa del Mundo de Rugby, como sucedió en el Torneo de las Tres Naciones 2007 y de 2011. En el Rugby Championship se continúa utilizando un calendario de seis partidos, excepto en los años de Copa del Mundo cuando se realizan tres partidos.

## Resultados del Tres Naciones
A lo largo de las 17 ediciones del Torneo de las Tres naciones (1996-2011, 2020), Nueva Zelanda demostró una amplia superioridad, ganándolo 11 veces, mientras que Sudáfrica y Australia lo hicieron en 3 ocasiones cada una.
| Año  | Ganador       | PJ | PG | PE | PP | F   | C   | Dif | Puntos bonus | Tabla de puntos |
| ---- | ------------- | -- | -- | -- | -- | --- | --- | --- | ------------ | --------------- |
| 1996 | Nueva Zelanda | 4  | 4  | 0  | 0  | 119 | 60  | +59 | 1            | 17              |
| 1997 | Nueva Zelanda | 4  | 4  | 0  | 0  | 159 | 109 | +50 | 2            | 18              |
| 1998 | Sudáfrica     | 4  | 4  | 0  | 0  | 80  | 54  | +26 | 1            | 17              |
| 1999 | Nueva Zelanda | 4  | 3  | 0  | 1  | 103 | 61  | +42 | 0            | 12              |
| 2000 | Australia     | 4  | 3  | 0  | 1  | 104 | 86  | +18 | 2            | 14              |
| 2001 | Australia     | 4  | 2  | 1  | 1  | 81  | 75  | +6  | 1            | 11              |
| 2002 | Nueva Zelanda | 4  | 3  | 0  | 1  | 97  | 65  | +32 | 3            | 15              |
| 2003 | Nueva Zelanda | 4  | 4  | 0  | 0  | 142 | 65  | +77 | 2            | 18              |
| 2004 | Sudáfrica     | 4  | 2  | 0  | 2  | 110 | 98  | +12 | 3            | 11              |
| 2005 | Nueva Zelanda | 4  | 3  | 0  | 1  | 111 | 86  | +25 | 3            | 15              |
| 2006 | Nueva Zelanda | 6  | 5  | 0  | 1  | 179 | 112 | +67 | 3            | 23              |
| 2007 | Nueva Zelanda | 4  | 3  | 0  | 1  | 100 | 59  | +41 | 1            | 13              |
| 2008 | Nueva Zelanda | 6  | 4  | 0  | 2  | 152 | 106 | +46 | 3            | 19              |
| 2009 | Sudáfrica     | 6  | 5  | 0  | 1  | 158 | 130 | +28 | 1            | 21              |
| 2010 | Nueva Zelanda | 6  | 6  | 0  | 0  | 184 | 111 | +73 | 3            | 27              |
| 2011 | Australia     | 4  | 3  | 0  | 1  | 92  | 79  | +13 | 1            | 13              |
| 2020 | Nueva Zelanda | 4  | 2  | 0  | 2  | 118 | 54  | +64 | 3            | 11              |

### Ranking de finalistas y semifinalistas
| Puesto | Selección     | Campeón | Subcampeón | Tercero |
| ------ | ------------- | ------- | ---------- | ------- |
| 1º     | Nueva Zelanda | 11      | 4          | 2       |
| 2º     | Australia     | 3       | 9          | 5       |
| 3º     | Sudáfrica     | 3       | 3          | 10      |
| 4º     | Argentina     | -       | 1          | -       |

## Resultados del Rugby Championship
| Año  | Ganador       | PJ | PG | PE | PP | F   | C   | Dif  | Puntos bonus | Tabla de puntos |
| ---- | ------------- | -- | -- | -- | -- | --- | --- | ---- | ------------ | --------------- |
| 2012 | Nueva Zelanda | 6  | 6  | 0  | 0  | 177 | 66  | +111 | 2            | 26              |
| 2013 | Nueva Zelanda | 6  | 6  | 0  | 0  | 202 | 115 | +87  | 4            | 28              |
| 2014 | Nueva Zelanda | 6  | 4  | 1  | 1  | 164 | 91  | +73  | 4            | 22              |
| 2015 | Australia     | 3  | 3  | 0  | 0  | 85  | 48  | +37  | 1            | 13              |
| 2016 | Nueva Zelanda | 6  | 6  | 0  | 0  | 262 | 84  | +178 | 6            | 30              |
| 2017 | Nueva Zelanda | 6  | 6  | 0  | 0  | 246 | 119 | +127 | 4            | 28              |
| 2018 | Nueva Zelanda | 6  | 5  | 0  | 1  | 225 | 132 | +93  | 5            | 25              |
| 2019 | Sudáfrica     | 3  | 2  | 1  | 0  | 97  | 46  | +51  | 2            | 12              |
| 2021 | Nueva Zelanda | 6  | 5  | 0  | 1  | 218 | 104 | +114 | 5            | 25              |
| 2022 | Nueva Zelanda | 6  | 4  | 0  | 2  | 195 | 128 | +67  | 3            | 19              |
| 2023 | Nueva Zelanda | 3  | 3  | 0  | 0  | 114 | 39  | +75  | 2            | 14              |
| 2024 | Sudáfrica     | 6  | 5  | 0  | 1  | 188 | 94  | +94  | 4            | 24              |

### Ranking de finalistas y semifinalistas
| Puesto | Selección     | Campeón | Subcampeón | Tercero | Cuarto |
| ------ | ------------- | ------- | ---------- | ------- | ------ |
| 1º     | Nueva Zelanda | 10      | 2          | 1       | -      |
| 2º     | Sudáfrica     | 2       | 4          | 5       | 1      |
| 3º     | Australia     | 1       | 6          | 3       | 2      |
| 4º     | Argentina     | -       | 1          | 3       | 9      |

## Balance de selecciones

### Tres Naciones (1996–2011; 2020)
| Equipo        | Encuentros | Encuentros | Encuentros | Encuentros | Tantos | Tantos | Tantos | Puntos bonus | Puntos | Copas ganadas |
| Equipo        | PJ         | PG         | PE         | PP         | F      | C      | Dif    | Puntos bonus | Puntos | Copas ganadas |
| ------------- | ---------- | ---------- | ---------- | ---------- | ------ | ------ | ------ | ------------ | ------ | ------------- |
| Nueva Zelanda | 76         | 52         | 0          | 24         | 2054   | 1449   | +605   | 35           | 243    | 11            |
| Australia     | 76         | 30         | 3          | 43         | 1591   | 1817   | -226   | 34           | 160    | 3             |
| Sudáfrica     | 72         | 28         | 1          | 43         | 1480   | 1831   | -351   | 24           | 138    | 3             |
| Argentina     | 4          | 1          | 2          | 1          | 56     | 84     | -28    | 0            | 8      | 0             |

### Rugby Championship (2012–2019; desde 2021)
Actualizado el 04 de septiembre de 2022
| Equipo        | Encuentros | Encuentros | Encuentros | Encuentros | Tantos | Tantos | Tantos | Puntos bonus | Puntos | Copas ganadas |
| Equipo        | PJ         | PG         | PE         | PP         | F      | C      | Dif    | Puntos bonus | Puntos | Copas ganadas |
| ------------- | ---------- | ---------- | ---------- | ---------- | ------ | ------ | ------ | ------------ | ------ | ------------- |
| Nueva Zelanda | 52         | 43         | 2          | 7          | 1747   | 932    | +848   | 33           | 210    | 9             |
| Australia     | 52         | 25         | 3          | 24         | 1203   | 1366   | −155   | 11           | 125    | 1             |
| Sudáfrica     | 52         | 24         | 4          | 24         | 1290   | 1180   | +130   | 23           | 127    | 1             |
| Argentina     | 52         | 10         | 1          | 41         | 928    | 1700   | −795   | 11           | 42     | 0             |